# Edwin Austin Abbey
Pour les articles homonymes, voir Abbey.
 (juillet 2025).
Edwin Austin Abbey (Philadelphie, Pennsylvanie, 1er avril 1852 – 1er août 1911) est un artiste, illustrateur et peintre américain. Il est particulièrement connu pour ses illustrations dans Harper's Weekly, ses fresques de la Bibliothèque publique de Boston et du Capitole de l'État de Pennsylvanie. Ses nombreuses peintures représentent des œuvres littéraires ou théâtrales, et le Couronnement d'Édouard VII.
Il est élu membre de la Royal Academy le 1er juillet 1898.

## Biographie
Edwin Austin Abbey est né en 1852 à Philadelphie. Il a étudié l'art à la Pennsylvania Academy of the Fine Arts. Il a commencé en tant qu'illustrateur, produisant des croquis pour des magazines comme le Harper's Weekly (de 1871 à 1874) et le Scribner's Magazine. Il s'installe à New York en 1871. 
Ses illustrations sont inspirées par la gravure européenne fin de siècle, le préraphaélisme et le symbolisme. Il compose également des couvertures de livres comme Un chant de Noël de Charles Dickens (1875), un recueil de poèmes de Robert Herrick (1882), et She Stoops to Conquer d'Oliver Goldsmith (1887). Abbey a également illustré un ensemble réuni en quatre volumes des Comédies de Shakespeare pour Harper & Brothers en 1896.
Il déménage pour l'Angleterre en 1878, à la demande de ses employeurs, afin de recueillir des documents concernant le poète Robert Herrick, et il s'y installe définitivement en 1883, non sans séjourner entre-temps à Paris, y retrouvant de nombreux Américains expatriés, dont Mark Twain. En 1883, il est élu membre du Royal Institute of Painters in Water Colours (en).
Il est fait membre à part entière de la Royal Academy of Arts en 1898. En 1902, il est choisi pour peindre le couronnement du roi Édouard VII. En tant que peinture officielle de l'occasion, elle est exposée au palais de Buckingham. Abbey est nommé chevalier de l'ordre de la Jarretière, en 1907, bien que certains disent qu'il a refusé ce titre. 
Il est l'auteur de peintures murales pour la bibliothèque publique de Boston dans les années 1890. La frise de la bibliothèque intitulé La Quête du Saint Graal a demandé à Abbey onze ans de travail. Cette série de peintures murales a été préparée dans son atelier en Angleterre.
Il meurt en 1911.

## Galerie

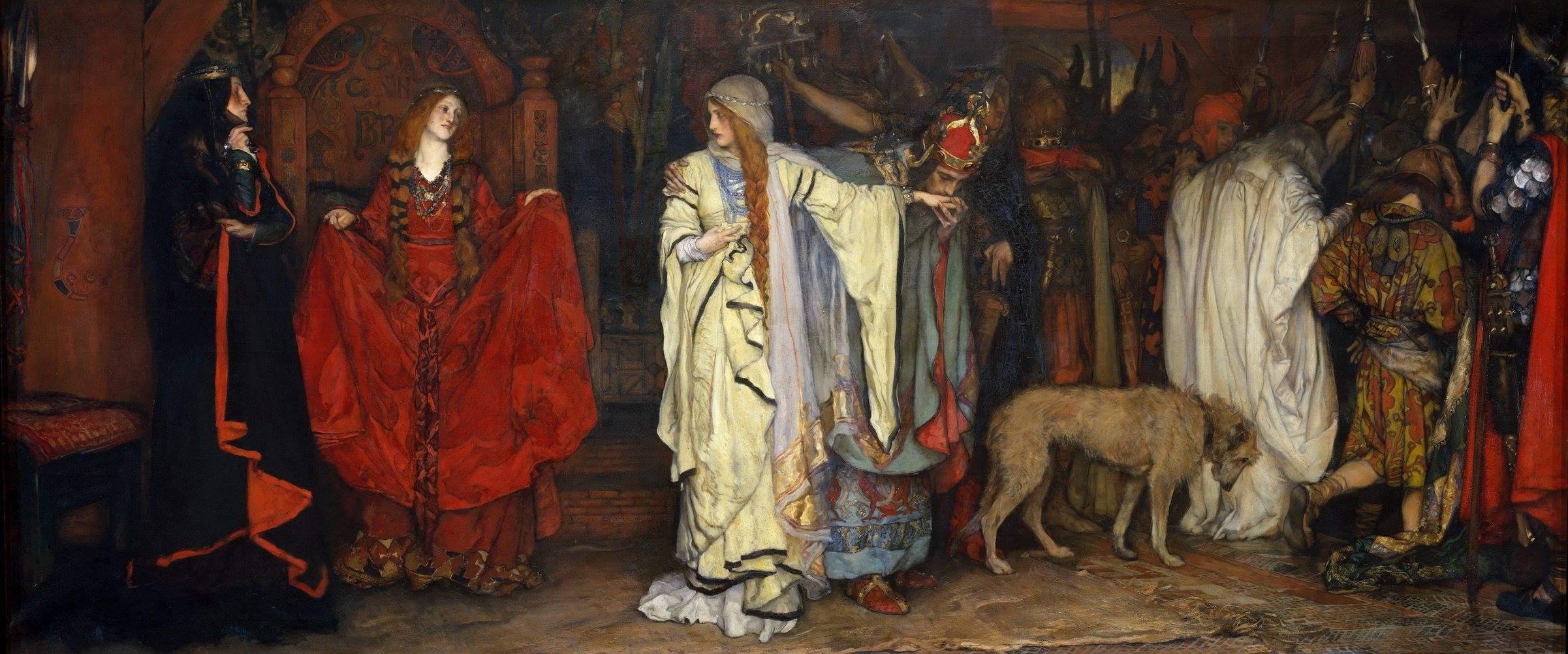
Le Roi Lear. Les Adieux de Cordélia (1898)Metropolitan Museum of Art.
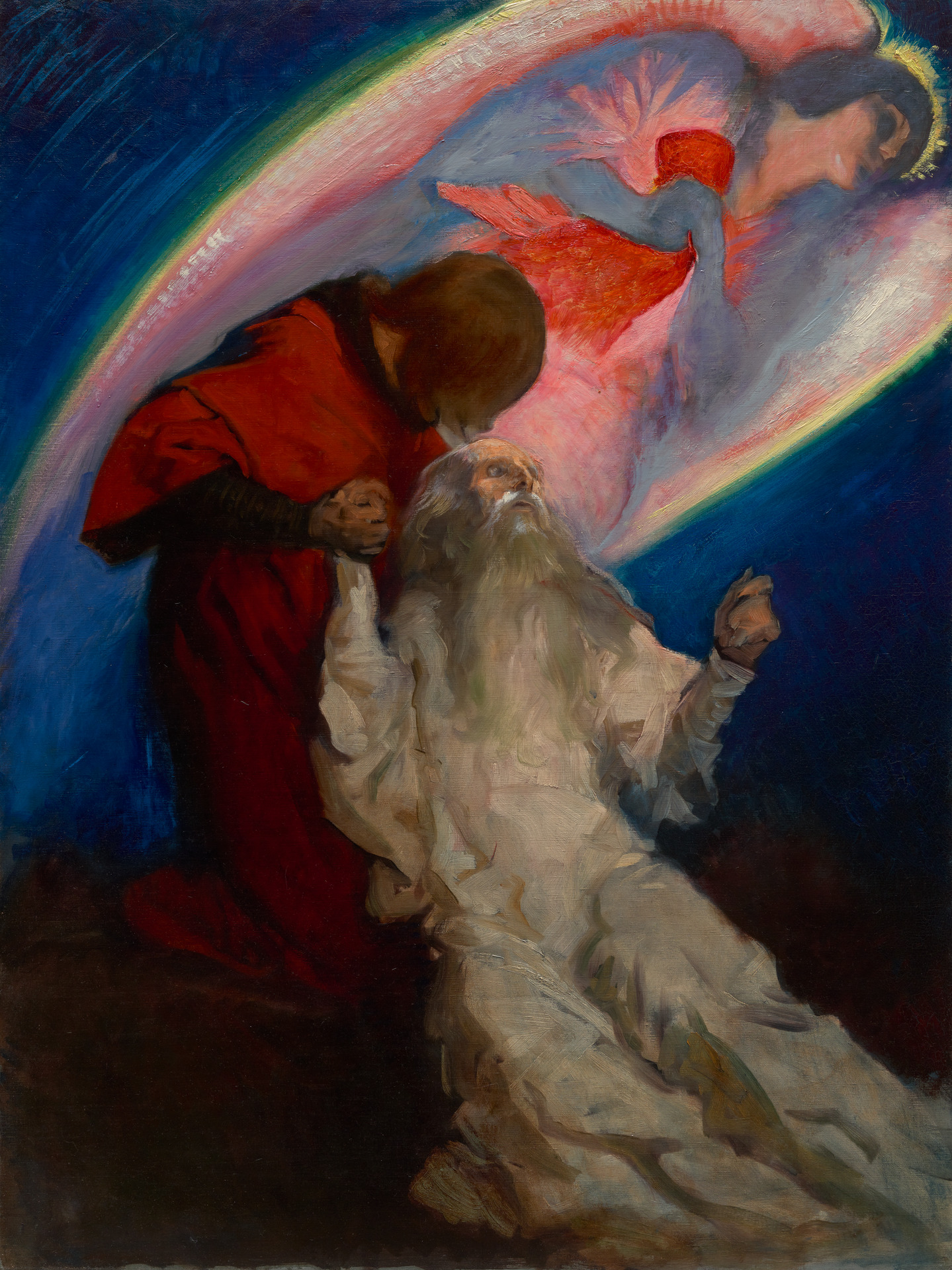
Étude pour la fresque The Quest of the Holy Grail (avant 1901), Yale University Art Gallery.

## Œuvre

### Collections publiques
- May Day Morning, huile sur toile, 1890-1994, Yale University Art Gallery, New Haven.
- The Quest and Achievement of the Holy Grail, cycle de 15 fresques (Galahad), 1895-1902, Bibliothèque publique de Boston.
- The Queen in Hamlet, after Shakespeare, pastel sur carton, 1895, Smithsonian American Art Museum, Washington DC.
- Richard, Duc de Gloucester and Lady Anne Neville, 1896, Yale University Art Gallery, New Haven.
- « Who Is Sylvia? What Is She, That All the Swains Commend Her? » Scène XIV, Deux gentilhommes à Vérone, Shakespeare[style à revoir], 1896-99, Corcoran Collection, National Gallery of Art, Washington DC.
- Portrait d'une femme portant une coiffe en forme de Balbuzard et un col de fourrure blanche, huile sur toile, 1897, Yale University Art Gallery, New Haven.
- Les Adieux de Cordélia dans Le Roi Lear, 1898, Metropolitan Museum, New York City.
- « O mistress mine, where are you roaming ? » Shakespeare, 1899, Walker Art Gallery, Liverpool.
- Portrait de Lady Anne Neville, huile sur toile, 1899, Butler Institute of American Art, Youngstown, Ohio, USA.
- Un joueur de luth, Morceaux de réception, 1899, Royal Academy of Art, Londres.
- "Fair is my Love", Shakespeare, 1900, Harris Museum, Art Gallery & Library, Preston.
- Croisés observant Jérusalem, 1901, huile sur toile, Yale University Art Gallery, New Haven.
- Couronnement d’Edouard VII, 1902, Buckingham Palace, Londres.
- Goneril et Regan, Le Roi Lear, Acte I scène I, Shakespeare, huile sur toile, 1902,  Yale University Art Gallery, New Haven.
- Les trois Marie, huile sur toile, 1905-1910, Yale University art gallery, New Haven.
- Christophe Colomb au Nouveau Monde, huile sur toile, 1906, Yale University art gallery, New Haven.
- Le Baron Friedrich Wilhelm von Steuben entraîne des recrues américaines à Valley Forge en 1778, huile sur toile, 1911, Capitole de l'État de Pennsylvanie, Harrisburg.